# Adri van Male
Adrianus „Adri“ van Male (7. října 1910, Philippine – 11. října 1990, Rotterdam) byl nizozemský fotbalový brankář. V letech 1930–1940 odehrál 221 zápasů za nizozemský Feyenoord. V letech 1932–1940 odchytal 15 zápasů za reprezentaci, zúčastnil se Mistrovství světa ve fotbale 1934 a Mistrovství světa ve fotbale 1938, v obou případech Nizozemsko vypadlo v 1. kole.
S Feyenoordem vyhrál dva nizozemské tituly a dva poháry. 21. dubna 1940 utrpěl v zápase s Belgií zranění, po kterém ukončil kariéru. Pracoval jako daňový úředník. Je po něm pojmenována ulice v Rotterdamu.